# Tropiocolotes scortecci
Espèce
Statut de conservation UICN

 LC  : Préoccupation mineure
Tropiocolotes scortecci est une espèce de geckos de la famille des Gekkonidae.

## Répartition
Cette espèce se rencontre en Oman et au Yémen.

## Étymologie
Cette espèce est nommée en l'honneur de Giuseppe Scortecci.

## Publication originale
- Cherchi & Spano, 1963 : Una nuova specie di Tropiocolotes del Sud Arabia Spedizione Scortecci nell'Hadramaut (1962). Bollettino dei Musei e degli Istituti Biologici, Universita dei Genoa, vol. 32, p. 29-34.